# Ponte della Libertà

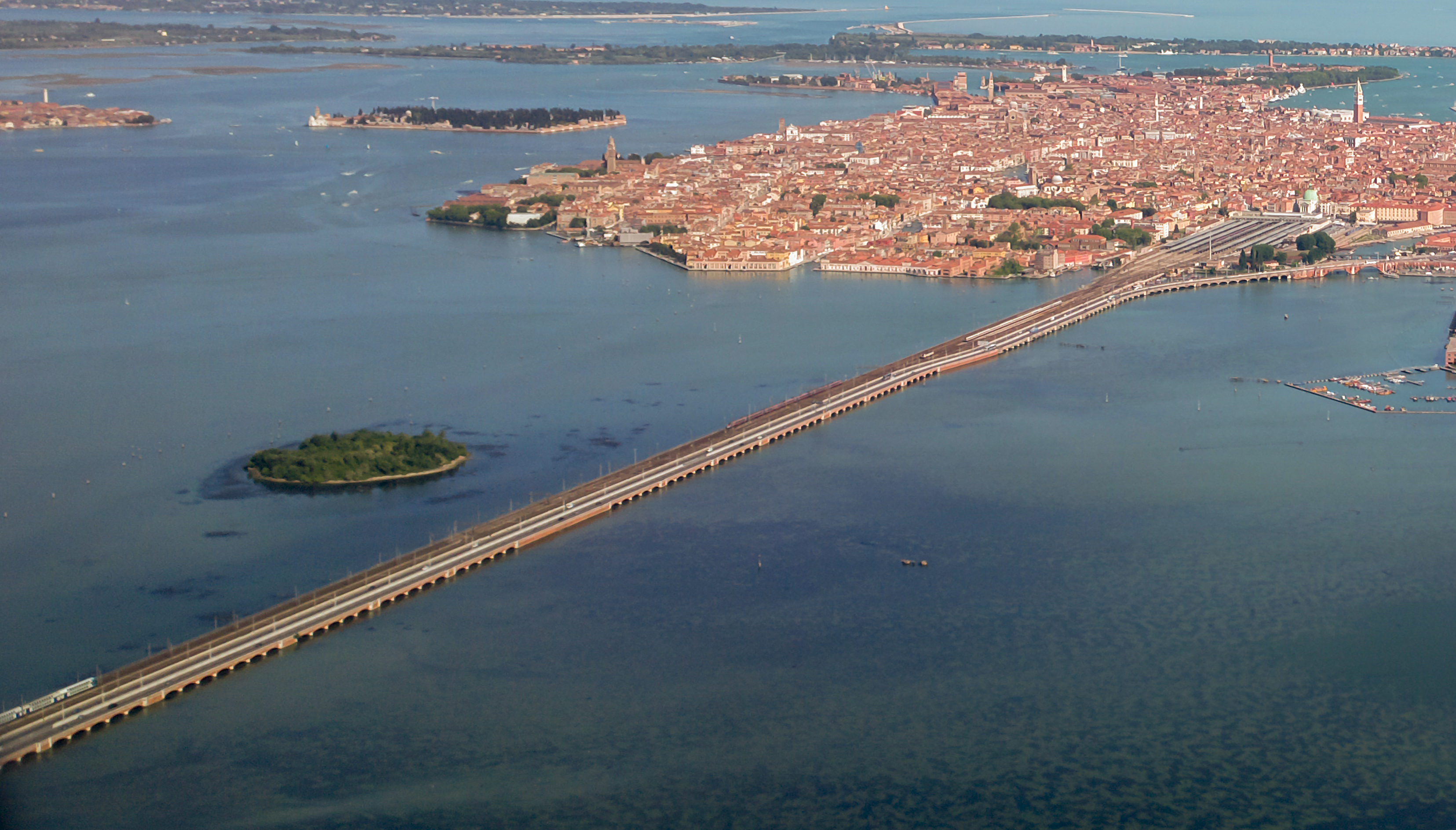
Ponte della Libertà

Ponte della Libertà ("Frihetsbron") är en vägbro som binder samman Venedig med fastlandet och förstaden Mestre. Bron öppnades av Benito Mussolini 1933 som Ponte Littorio, men fick efter andra världskriget sitt nuvarande namn. Bron är den enda vägförbindelsen med Venedig och är byggd längs järnvägsbron från 1846.
Bron, som är 3,85 km lång, har två filer i varje riktning utan vägren.